# Б'юкенен (Вісконсин)
Б'юкенен (англ. Buchanan) — місто (англ. town) в США, в окрузі Автаґемі штату Вісконсин. Населення — 6857 осіб (2020).

## Демографія
Згідно з переписом 2010 року, у місті мешкало 6755 осіб у 2393 домогосподарствах у складі 1916 родин. Було 2453 помешкання
Расовий склад населення:
| - 96,6 % — білих - 1,2 % — азіатів - 0,6 % — чорних або афроамериканців - 0,2 % — корінних американців |

До двох чи більше рас належало 1,3 %. Частка іспаномовних становила 1,8 % від усіх жителів.
За віковим діапазоном населення розподілялося таким чином: 29,4 % — особи молодші 18 років, 62,1 % — особи у віці 18—64 років, 8,5 % — особи у віці 65 років та старші. Медіана віку мешканця становила 38,8 року. На 100 осіб жіночої статі у місті припадало 100,4 чоловіків;  на 100 жінок у віці від 18 років та старших — 97,4 чоловіків також старших 18 років.
Середній дохід на одне домашнє господарство  становив 89 790 доларів США (медіана — 78 342), а середній дохід на одну сім'ю — 101 973 долари (медіана — 96 895). Медіана доходів становила 67 127 доларів для чоловіків та 43 125 доларів для жінок. За межею бідності перебувало 7,3 % осіб, у тому числі 12,9 % дітей у віці до 18 років та 0,8 % осіб у віці 65 років та старших.
Цивільне працевлаштоване населення становило 3812 осіб. Основні галузі зайнятості: виробництво — 24,1 %, освіта, охорона здоров'я та соціальна допомога — 19,9 %, науковці, спеціалісти, менеджери — 10,5 %, роздрібна торгівля — 7,9 %.